# Kaguitte
Kaguitte (ou Kaguit) est un village du Sénégal situé en Basse-Casamance, au sud-ouest de Nyassia et à proximité de la frontière avec la Guinée-Bissau. Il fait partie de la communauté rurale de Nyassia, dans l'arrondissement de Nyassia, le département de Ziguinchor et la région de Ziguinchor.
Lors du dernier recensement (2002), la localité comptait 1 115 habitants et 55 ménages.